# Fruto (álbum)
Fruto é o 10º álbum da cantora brasileira Elba Ramalho, lançado em 1988.

## Faixas
1. Doida (Nando Cordel)
2. Salve-se Quem Puder (participação especial: Dominguinhos) (Dominguinhos, Fausto Nilo)
3. Segredo de Menina (Paulo Debétio, Waldir Luz)
4. Estrela Grande (Caetano Veloso)
5. Palavra de Mulher (Chico Buarque)
6. Dragão Encantado (Tadeu Mathias)
7. Pisa no Meu Coração (Nando Cordel, Fausto Nilo)
8. Um Bilhete Pro Seu Lua (participação especial: Gonzaguinha) (Gonzaguinha)
9. O Girassol da Baixada (Jaime Alem)
10. A Flor da Magia (Zé Américo Bastos, Salgado Maranhão)
11. Luã (Maurício Mattar, Geraldo Azevedo)

## Músicos participantes
- Zé Américo Bastos: arranjos, orquestração, regência, DX7, piano Yamaha e clavinet
- Chiquinho de Moraes: arranjos
- Firmino: arranjos e percussão
- Zeppa Souza: arranjos e guitarra
- Joca: arranjo, regência, guitarra, violão de 12 cordas e viola de 12 cordas
- Julinho Teixeira: arranjos e piano Yamaha
- Dominguinhos': arranjo e acordeom
- Jaime Alem: arranjos, violão de nylon e aço, viola de 12 cordas e vocal de apoio
- Geraldo Azevedo: arranjos e violão
- Hugo Fattoruso: piano Yamaha
- Hilton Assunção: violão
- Jamil Joanes, Wagner Dias, Arlindo Pipiu e Jorjão: baixo
- Elber Bedaque, Neguinho e Jurim Moreira: bateria
- Repolho: percussão
- Cristóvão Bastos: piano
- Nandinho do Pagode: pandeiro
- Borel: triângulo
- Marcos Amma: clave
- Maurício Mattar: cowbell e vocal de apoio
- Moisés do Nascimento e Ricardo Marques: trombone
- Paulinho e Paulinho Martins: trompete
- Bidinho: trompete e percussão
- Marcelo Neves: sax tenor e flauta
- Leo Gandelman: sax alto
- Murilo Barquette, Mauro Senise e Celso Woltzenlogel: flauta
- Giancarlo Pareschi, Alfredo Vidal, José Alves, Bernardo Bessler, João Daltro, Carlos Eduardo, Michel Bessler, Aizik Meilack, Luiz Carlos, Francisco Perrota, Jorge Faini e Paschoal Perrota: violinos
- Frederick Stephany, Arlindo Figueiredo, Hindenburgo Borges e Jesuína Passarotto: violas
- Marcio Mallard, Alceu de Almeida Reis, Jacques Morelenbaum e Jorge Kundert Ranevsky: cellos
- Elba Ramalho, Viviane Godoi, Jussara Lourenço, Jurema Lourenço, Jurema de Cândia, Tadeu Mathias, Márcio Lott e Lourenço: vocal de apoio